# Otok princa Patricka
Otok princa Patricka (angleško Prince Patrick Island) je nenaseljen otok v Kanadskem arktičnem otočju na severu Kanade. Obsega površino 15.848 km², s čimer je 14. največji kanadski otok in 55. največji otok na svetu. Leži ob skrajnem zahodnem robu Otokov kraljice Elizabete, severne skupine otočja, na drugi strani Fitzwilliamovega preliva od nekoliko večjega Melvillovega otoka na vzhodu, južno pa je Banksov otok. Skupaj z okoliškim ozemljem spada pod upravo kanadske dežele Severozahodni teritoriji.
Površje je nizko, sestavljeno iz sedimentnih kamnin iz časa zgornjega devona, ki so jih dvignili tektonski procesi v terciarju. Najvišji vrhovi segajo do približno 270 m nadmorske višine. Zaradi izpostavljene lege na skrajnem severu sveta je otok vse leto obdan z ledom in zato eden najbolj nedostopnih arktičnih otokov.
Otok je leta 1853 na saneh odkril britanski raziskovalec Francis Leopold McClintock, član odprave pod poveljstvom Henryja Kelletta, ki je iskala izgubljeno odpravo Johna Franklina. Poimenovali so ga po Arthurhu Williamu Patricku, tretjem sinu takratne britanske kraljice Viktorije.